# Jonathan Rée
Jonathan Rée (* 1948 in Bradford) ist ein britischer Historiker und Philosoph.

## Leben
Jonathan Rée studierte Geschichte an der Sussex University und der Universität Oxford. Rée war 1972 Gründungsmitglied der Gruppe Radical Philosophy und schreibt regelmäßig für deren zweimonatliche Zeitschrift.
Rée lehrte seit 1977 am Middlesex Polytechnic, das 1992 in der Middlesex University aufging.
Rée verließ 2002 die Hochschule, als diese umstrukturiert wurde und die Zahl der Lehrenden im Philosophy Department von ursprünglich 21 auf fünf gekürzt wurde. Er arbeitet seither als freiberuflicher Autor. Seine Kurse an der Open University beinhalten Hannah Arendt, Ludwig Wittgenstein, Jean-Jacques Rousseau, Karl Marx, Søren Kierkegaard und Friedrich Nietzsche.
Rée schreibt für die Feuilletons solcher Zeitungen und Zeitschriften wie Evening Standard, London Review of Books, Prospect, The Independent, Times Literary Supplement und New Humanist und erscheint in Übersetzungen auch in Der Freitag und in der Frankfurter Allgemeinen Zeitung.
Er wirkte in verschiedenen Rundfunkprogrammen mit und moderierte 1992 bei Channel 4 eine siebenteilige Serie über moderne Philosophie mit Paul Ricœur, Frank Kermode, Hélène Cixous, Terry Eagleton, Julia Kristeva, Edward Said und Jacques Derrida.
Rée hat 1999 eine Untersuchung über die Geschichte der Gehörlosen veröffentlicht.

## Schriften (Auswahl)
- mit James O. Urmson: The concise encyclopedia of Western philosophy. London : Routledge, 2005
- I see a voice : deafness, language, and the senses--a philosophical history. New York : Metropolitan Books, H. Holt and Co., 1999
- mit Jane Chamberlain: Kierkegaard : a critical reader. Oxford : Blackwell, 1998
- Heidegger : history and truth in Being and Time. London : Phoenix, 1998
- Philosophical tales : an essay on philosophy and literature. London : Methuen, 1987
- Proletarian philosophers : problems in socialist culture in Britain, 1900–1940. New York : Clarendon Press, 1984
- Descartes. New York : Pica Press, 1975
- Witcraft: The Invention of Philosophy in English (2019, Allen Lane), ISBN 978-0-7139-9933-4.